# Hohlpfanne
Die Hohlpfanne ist ein Dachziegel zur Dacheindeckung, der im weiteren Sinne gewölbt ist. Im engeren Sinne wird heute unter dieser Bezeichnung ein im Querschnitt S-förmig geformter Dachziegel ohne Falze (vgl. Falzziegel) verstanden, der traditionell in Norddeutschland verwendet wird.

## Verwendung

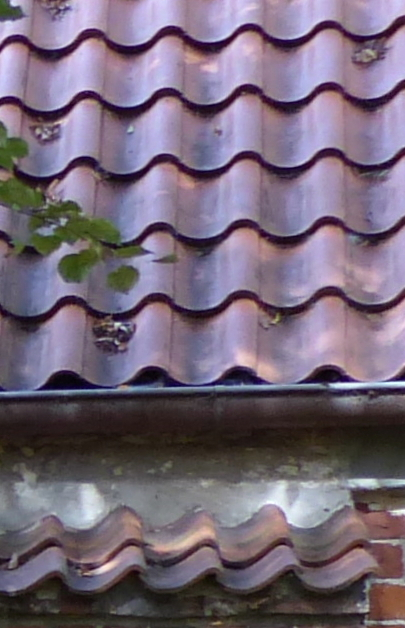
Dachdeckung mit Hohlpfannen

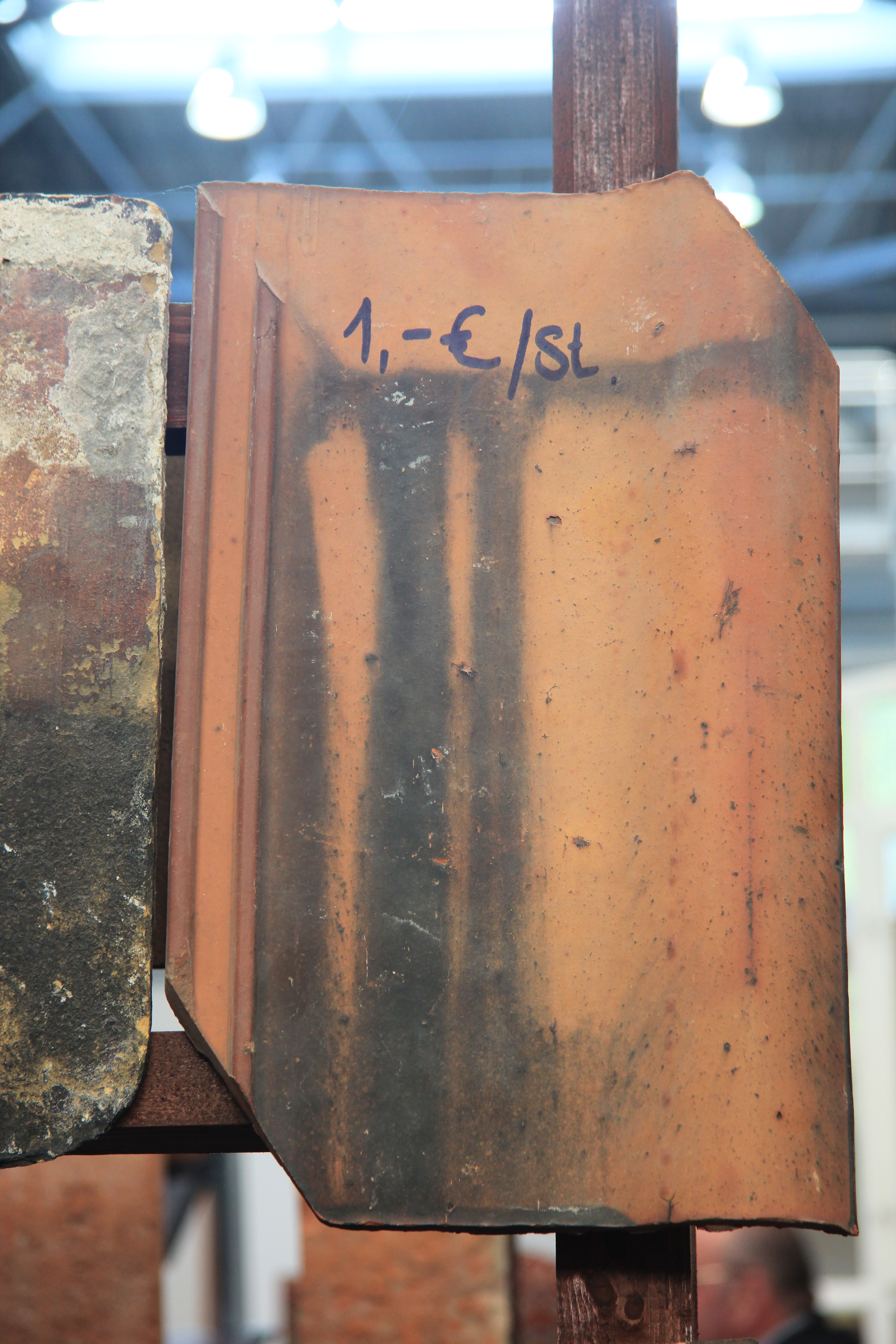
Dachpfanne für Vorschnittdeckung

Für die Dachdeckung gibt es zwei verschiedene Arten von Hohlpfannen: Langschnittpfannen für die Vorschnittdeckung und Kurzschnittpfannen für die Aufschnittdeckung.
Bei der Aufschnittdeckung werden Hohlpfannen mit Kurzschnitt verwendet. Der Ziegelgrundriss ist rechteckig und am Vierziegeleck liegen die Ziegel vierfach übereinander. Der maximale Traglattenabstand ergibt sich aus der Hohlpfannenlänge – der Höhenüberdeckung für die vorhandene Dachneigung.
Bei der Vorschnittdeckung werden Hohlpfannen mit Langschnitt verwendet. Die Ziegel haben den Grundriss eines Rechtecks, bei dem jedoch zwei diagonal einander gegenüberliegende Ecken schräg abgeschnitten sind, so dass sie eigentlich sechs Ecken haben. Am Vierziegeleck liegen die Ziegel dreifach übereinander: Zuunterst liegt eine volle Ecke, darüber stoßen zwei abgeschnittene Ecken aneinander, zuoberst liegt wieder eine volle Ecke. Die Höhenüberdeckung ist durch den Schnitt vorgegeben. Die Höhenüberdeckung beträgt mindestens 7 cm. Entsprechend beträgt die Schnittlänge bei der Vorschnittpfanne mindestens 7 cm.
Bei großen Sparrenlängen in Verbindung mit geringer Dachneigung ist die Aufschnittdeckung vorzuziehen. Die Seitenüberdeckung richtet sich nach Breite und Form der Krempe und der Art der Deckung, wobei eine ausreichende Überdeckungsbreite entsprechend der angegebenen oder ermittelten Deckbreite einzuhalten ist.